# Кабаре-дуэт «Академия»
Эстрадный театр-студия «Кабаре-дуэт „Академия“» — советский и российский сценический дуэт, существовавший в 1985—2000 годах в составе Лолиты Милявской и Александра Цекало. Дуэт прославился исполнением шуточных и иронических песен о любви. В текстах и видеоклипах часто обыгрывалась разница в росте между высокой Лолитой и миниатюрным Сашей. Также Лолита Милявская и Александр Цекало вели передачу на РТР «Доброе утро, страна!» и принимали участие в юмористическом телесериале «Маски-шоу».

## История
Театр-студия образовался в середине 1980-х годов.
По словам Александра Цекало, дуэт работал в жанре «кабаре»: 

«Мы пытались делать номера, а не просто песни петь. Получилось так из-за того, что я и Лолита театральные люди. <…> Примеры, на которые мы равнялись, если говорить об отечественных артистах, — Мария Миронова и Александр Менакер, родители Андрея Миронова. У них был дуэт, и они разыгрывали интермедии, сцены, скетчи, пели вдвоём. И в этих сценах использовались иногда отношения склочничающих мужа и жены. Про второй пример мы узнали уже после того, как сделали „Академию“. Выяснилось, что у Шер <…> был дуэт с первым мужем — „Сонни и Шер“. Это тоже было похоже, и он тоже был чуть пониже ее, и они тоже потом расстались. <…> Нам на все на это указали американцы, когда мы показывали им свои записи. <…> примерами для нас были Лайза Миннелли и Барбра Стрейзанд, в номерах которых использовались реквизит, костюмы и не просто балет-подтанцовка, а актёры. Сейчас это кажется таким банальным, но двадцать лет назад у нас ничего этого не было».
В 1988 году с подачи Сергея Лисовского дуэт дебютировал на большом экране в программе «Дискотека Сергея Минаева». В том же 1988-м дуэт выступает в Польше и получает свое название. В 1989 году дуэт переезжает в Москву.
В 1994 году Кабаре-дуэт «Академия» принимал участие в рекламе компании «Хопёр-Инвест» со слоганом «Хопёр-инвест — отличная компания… от других». Впоследствии выяснилось, что «Хопёр» является финансовой пирамидой, и ролик убрали с телевидения.
Дуэт распался в 2000 году после развода Саши и Лолиты. После развода они четыре года не общались и даже не здоровались, не участвовали в одних и тех же мероприятиях, не приходили на одни и те же вечеринки, то есть избегали любой возможности встретиться.
Лишь в октябре 2006 года дуэт ненадолго воссоединился, когда Лолита и Александр вели новое телешоу «Две звезды» на Первом канале.

## Оценки
В 1995 году газета «Музыкальная правда» отмечала:

Работает «Академия» удивительно, суперпрофессионально. Много экспромтов (действительных, а не придуманных) рождается прямо на сцене, помогая подчас выходить из неприятных положений (нет конферансье, беда со звуком, не идёт фонограмма и т. д.). Большим сюрпризом для меня лично явилось то, что ребята работают «вживую», хотя, казалось бы, при такой двигательной активности могли бы этого и не делать. На сцене у «академиков», действительно, театр. Театр костюмов, мимики, интонаций, юмора и лирики, танца.
— «Музыкальная правда»
В 2008 году певец Иосиф Кобзон, отвечая на вопрос о долголетии советских песен, подвёрг дуэт критике: 

«…блёклое невыразительное творчество, пошлые стихи типа „зараза, не дала два раза“ у нас <сейчас> называется авторской песней…».}}

## Работы

### Дискография
- 1992 — «Маленький переворот» (винил)
- 1994 — «Небальные танцы»
- 1995 — «Хочешь, но молчишь»
- 1995 — «Маленький переворот» (CD)
- 1997 — «Свадьба»
- 1998 — «Отпечатки пальчиков» (альбом в стиле блатной шансон)
- 1999 — «Ту-ту-ту, на-на-на»

### Видеоклипы
| Год  | Название             | Режиссёр       |
| ---- | -------------------- | -------------- |
| 1990 | «Баскетбол»          | неизвестен     |
| 1992 | «Тома»               | неизвестен     |
| 1992 | «Венеция»            | М. Иванников   |
| 1994 | «Баден-Баден»        | Ю. Грымов      |
| 1995 | «Хочешь, но молчишь» | неизвестен     |
| 1995 | «Догги»              | неизвестен     |
| 1995 | «За пивом»           | неизвестен     |
| 1997 | «Я обиделась»        | Е. Бугаев      |
| 1998 | «Moskau»             | Василий Пичул  |
| 1998 | «Ту-ту-ту»           | неизвестен     |
| 1999 | «Маленький»          | Роберт Саакянц |

### Фильмография
- 1995 — «Кабаре „Маски-Шоу“» — камео
- 1997 — Старые песни о главном 3 — иноземные послы к Ивану Грозному[10]

## Награды
- 1996 год — Премия «Золотой граммофон» за песню «Зараза»
- 1997 год — Премия «Золотой граммофон» за песню «Я обиделась»
- 1998 год — Премия «Золотой граммофон» за песню «Ту-ту-ту»